# Escalation (guerra del Vietnam)

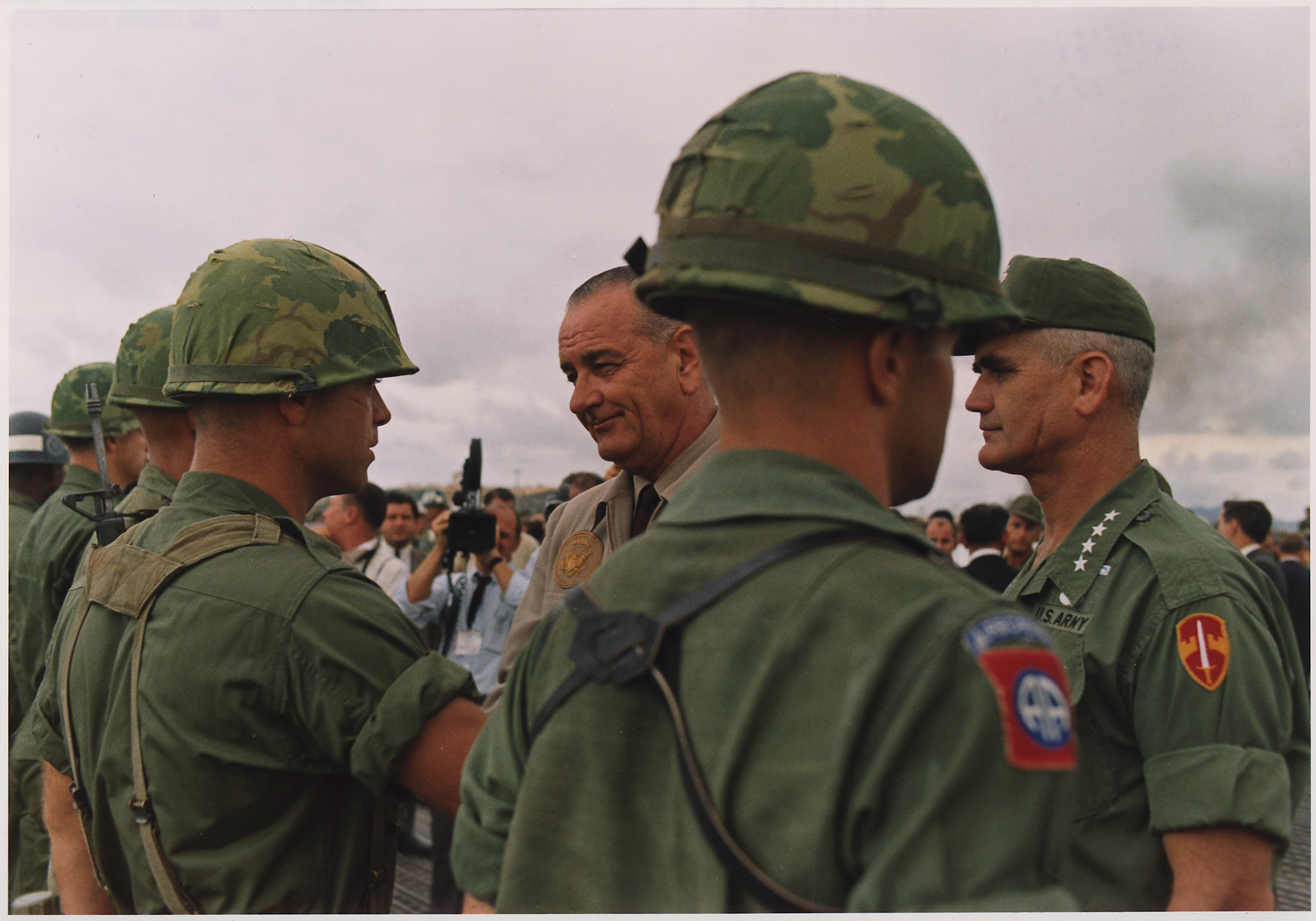
Il presidente degli Stati Uniti Lyndon Johnson in visita alle truppe nel Vietnam del Sud nel 1966; alla sua sinistra il comandante del MACV, generale William Westmoreland

Con il termine escalation, nella storiografia della guerra del Vietnam, si indica il periodo storico del conflitto dal 1965 alla metà del 1968 durante la presidenza di Lyndon B. Johnson e caratterizzato dal continuo e sistematico incremento dell'impegno militare degli Stati Uniti nel teatro bellico indocinese.
Di fronte al progressivo aggravamento della situazione politico-militare in Vietnam del Sud con il rischio di una vittoria in tempi rapidi del movimento comunista Vietcong e del Vietnam del Nord, la dirigenza statunitense guidata dal presidente Lyndon Johnson e dal segretario alla difesa Robert McNamara prese la decisione nell'estate 1965 di approvare i piani di guerra del comandante americano del MACV, il generale William Westmoreland, che prevedevano l'arrivo scaglionato nel tempo secondo un preciso programma di un imponente numero di formazioni da combattimento dell'Esercito degli Stati Uniti e del Corpo di Marines con un gigantesco supporto logistico, aereo e navale per passare all'offensiva e distruggere progressivamente mediante l'adozione delle tattiche aggressive di Search and destroy, i reparti comunisti infiltrati e attivi in Vietnam del Sud.
Il generale Westmoreland e i suoi collaboratori ritenevano che con un'escalation progressiva di forze e di attacchi da parte del complesso militare americano sarebbe stato possibile con il tempo infliggere perdite debilitanti al nemico e scuoterne la risolutezza. Nonostante il grande impiego di uomini e mezzi, l'escalation, continuata per i successivi tre anni di guerra, si concluse con un totale fallimento nella prima metà del 1968: i vietcong e le unità regolari nordvietnamite furono in grado di resistere alle continue operazioni americane, incrementarono a loro volta le proprie forze, conservarono la coesione e il morale e inflissero pesanti perdite agli americani.

## Contesto storico

### La situazione in Vietnam del sud
Dopo alcuni anni di crescente guerriglia del movimento comunista vietcong, guidato dal 1960 dal Fronte di Liberazione Nazionale, la situazione politico-militare in Vietnam del Sud nella seconda metà del 1964 peggiorò costantemente e con rapidità crescente per le forze governative sostenute dal cospicuo contingente di consiglieri militari forniti dagli Stati Uniti. Nonostante il grande contributo economico e militare americano, i reparti e l'apparato statale sud-vietnamita stavano dimostrando un decremento delle loro capacità operative e di controllo a causa soprattutto dell'inefficienza e della corruzione presente all'interno delle amministrazioni.

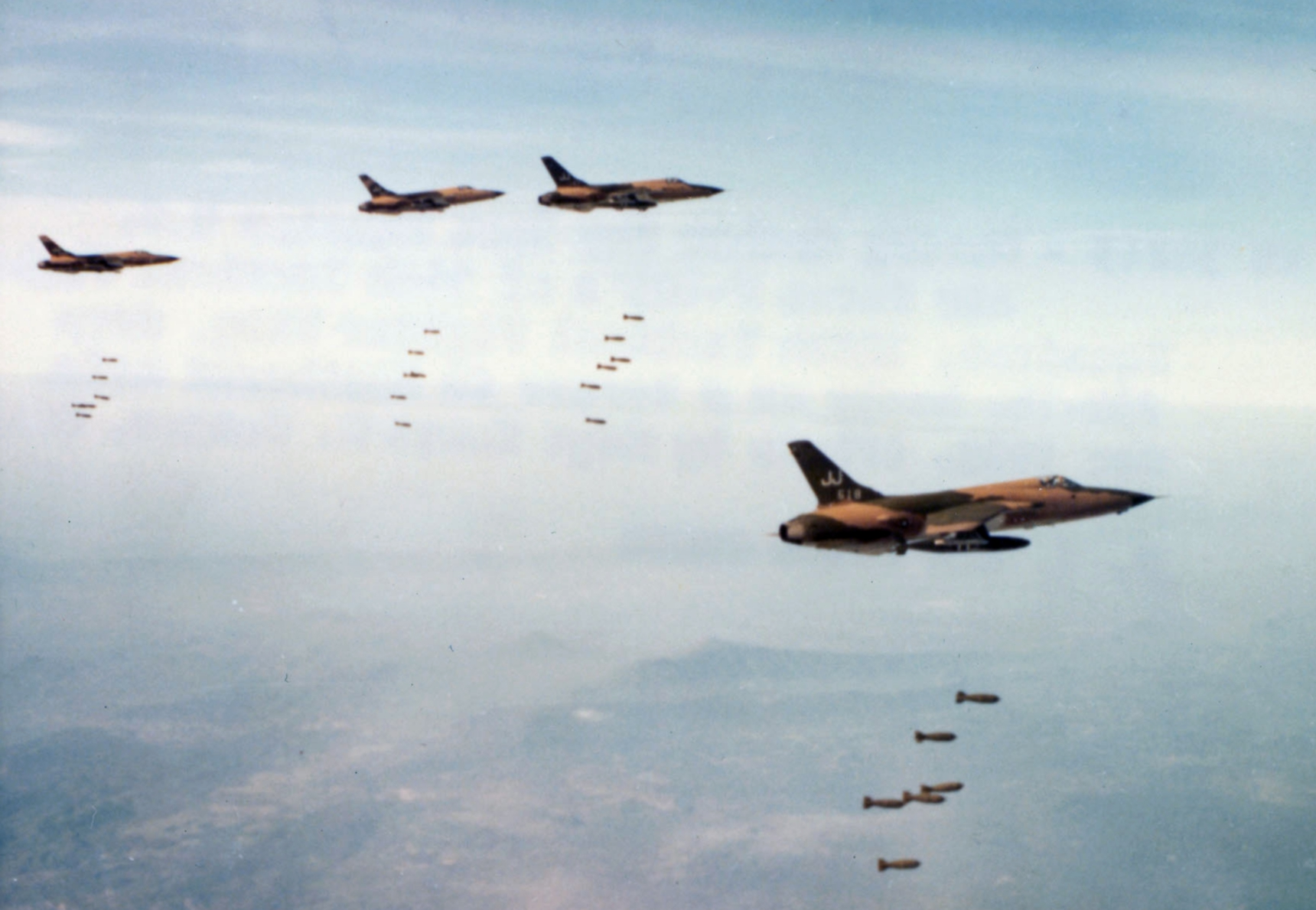
Aerei statunitensi Republic F-105 Thunderchief in azione durante una missione Rolling Thunder sul Vietnam del Nord

Nell'autunno 1964 inoltre entrarono in Vietnam del Sud i primi reparti regolari dell'esercito del Vietnam del Nord, inviati per supportare le cospicue e combattive unità vietcong del Fronte di Liberazione Nazionale e accelerare una svolta militare a favore delle forze comuniste. Un reggimento della 325ª Divisione nordvietnamita si infiltrò inizialmente attraverso il sentiero di Ho Chi Minh ed entro il 1965 circa 20.000 soldati regolari erano in azione nel Vietnam del Sud insieme a oltre 170.000 guerriglieri vietcong. In questa situazione l'esercito del Vietnam del Sud continuava a subire sconfitte e non sembrava assolutamente in grado di controllare la situazione.
Il presidente degli Stati Uniti Lyndon Johnson era estremamente preoccupato; egli continuava a richiedere valutazioni e consigli e organizzava continue riunioni di pianificazione alla ricerca di soluzioni pratiche che consentissero di evitare il crollo del Vietnam del Sud senza il coinvolgimento diretto americano nella guerra. Le opinioni dei numerosi consiglieri del presidente, civili e militari, erano ampiamente discordanti, ma tutti ritenevano impossibile abbandonare il campo e cedere ai comunisti il Vietnam del Sud, essi ritenevano essenziale graduare opportunamente la risposta militare. Il segretario alla Difesa Robert McNamara, il segretario di Stato Dean Rusk e il generale Maxwell Taylor proposero alla fine di novembre 1964 di dare inizio a una campagna di bombardamenti sistematici del Vietnam del Nord; il presidente approvò in linea di massima questi progetti mentre per il momento venne escluso l'intervento delle truppe da combattimento statunitensi proposto invece dal consigliere per la sicurezza nazionale Walter Rostow.
Johnson disponeva, dopo la risoluzione del Golfo del Tonchino, dei pieni poteri per entrare in guerra in Vietnam ma egli, sempre indeciso e pessimista, attese ancora prima di prendere decisioni irreversibili. Infine, dopo una serie di attacchi vietcong contro strutture e personale americano, egli ritenne inevitabile iniziare i bombardamenti aerei. Dopo la prima serie di incursioni di rappresaglia, operazione Flaming Dart, Johnson autorizzò il programma di bombardamento sistematico studiato dagli stati maggiori; l'operazione Rolling Thunder, inizialmente prevista per otto settimane, ebbe inizio il 2 marzo 1965 con aerei decollati dalle basi aeree in Thailandia o dalle portaerei stazionate al largo della costa nordvietnamita a Yankee station.
Nelle settimane seguenti arrivarono in Vietnam del Sud le prime formazioni da combattimento americane: il 9 marzo 1965 sbarcò a Đà Nẵng, la 9ª Marine Expeditionary Brigade (MEB) del Corpo dei Marines, destinata teoricamente solo a compiti di presidio e difesa della grande base aerea e non a svolgere operazioni offensive; il 5 maggio 1965 giunsero per via aerea nella base di Bien Hoa i paracadutisti della 173ª brigata aviotrasportata dell'Esercito degli Stati Uniti che facevano parte della forza di intervento rapido americana stanziata ad Okinawa. Queste truppe avrebbero dovuto proteggere la base ma quasi subito iniziarono operazioni più aggressive per fronteggiare la situazione d'emergenza venutasi a creare intorno a Saigon. Nonostante il grande impegno americano e la crescente potenza dei bombardamenti aerei sul Vietnam del Nord, infatti la situazione sul campo a sud non era affatto migliorata: i dirigenti comunisti apparivano assolutamente determinati a continuare la guerra mentre le unità vietcong alla metà del 1965 avevano ormai sconfitto le maggiori unità dell'esercito del Vietnam del Sud; sembrava possibile un crollo in tempi brevi dell'intero struttura statale e una presa del potere dei comunisti.

### I piani del generale Westmoreland e la decisione di Johnson

Il generale William Westmoreland (a sinistra) a colloquio con il presidente degli Stati Uniti Lyndon Johnson.

Il comandante del MACV, generale William Westmoreland aveva già presentato da tempo alla dirigenza americana e in particolare al segretario alla Difesa McNamara un dettagliato e sistematico piano di operazioni generali per vincere la guerra in Vietnam che prevedeva un decisivo intervento della macchina militare statunitense in Indocina. Il generale richiedeva in un primo momento l'invio di almeno 44 battaglioni di combattimento ma le forze americane sarebbero state progressivamente incrementate nell'arco di alcuni anni. Nel 1965 il comandante del MACV prevedeva di poter consolidare la situazione e respingere con pesanti perdite gli attacchi del nemico, stabilizzando il regime del Vietnam del Sud. Nel 1966 l'impegno americano si sarebbe intensificato con l'arrivo di altri reparti da combattimento che sarebbero passati all'offensiva ricercando e distruggendo i principali raggruppamenti nemici secondo le tattiche del search and destroy. La terza fase del piano del generale Westmoreland prevedeva un'offensiva finale su tutto il territorio del Vietnam del Sud per distruggere le "rimanenti forze e basi nemiche".
Il generale Westmoreland intendeva sviluppare quindi un'escalation continua dell'intensità e dell'efficacia della "guerra americana" in Vietnam; egli, grazie all'aumento progressivo delle sue forze e alla schiacciante superiorità tecnologica, avrebbe sferrato attacchi sempre più pesanti e inflitto perdite sempre più devastanti al nemico disgregando la coesione e scuotendo il morale dei Vietcong che sarebbe infine stati costretti a rifugiarsi nelle aree più impervie e improduttive del paese o costrette alla resa. Il comandante in capo del MACV non nascose al presidente Johnson le difficoltà della sua missione, ma nel complesso egli era fortemente ottimista e prevedeva di vincere la guerra in Vietnam in tre anni-tre anni e mezzo. Entro il 1967 il generale Westmoreland riteneva di essere in grado di sferrare l'offensiva di rastrellamento finale.

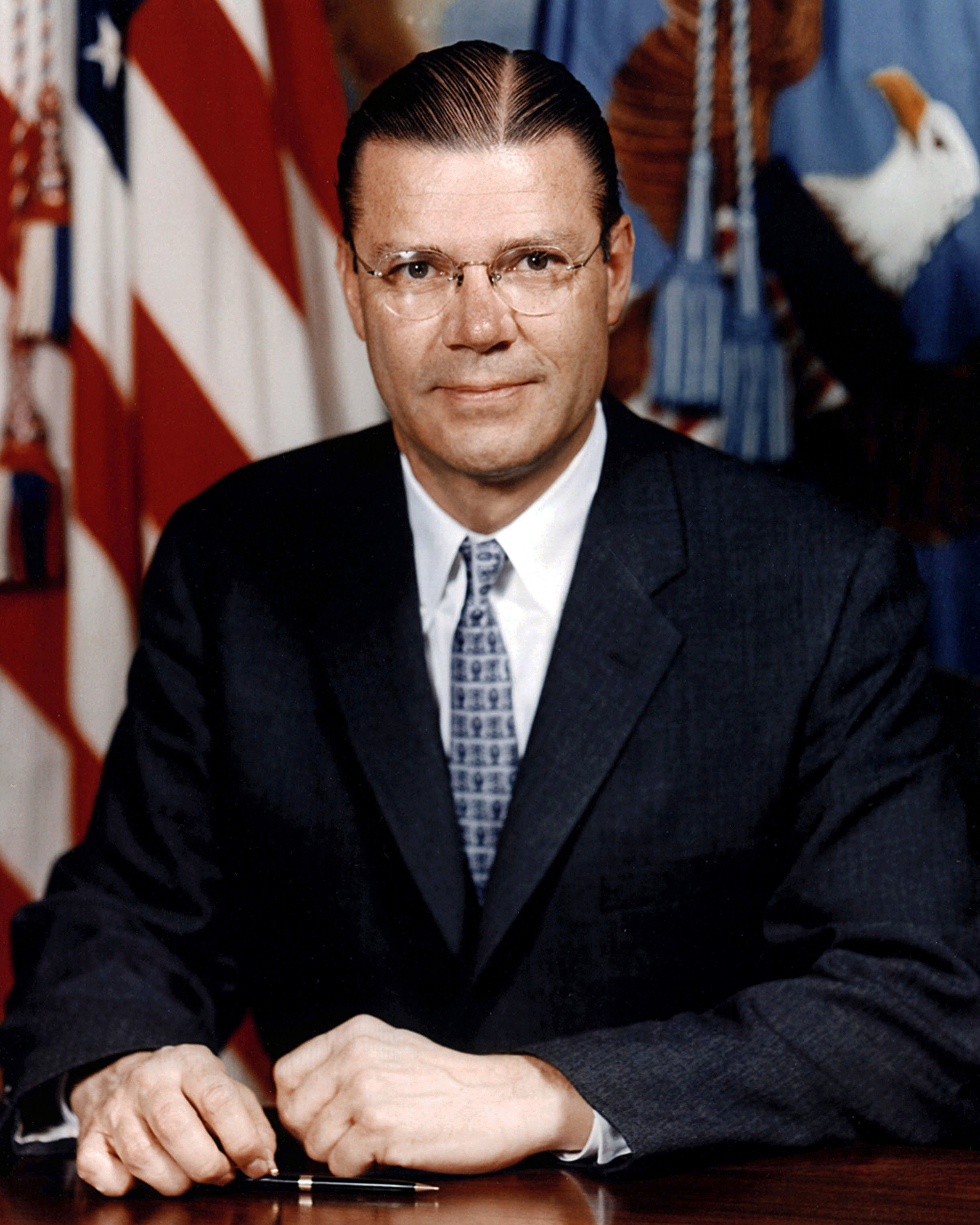
Il segretario alla Difesa degli Stati Uniti Robert McNamara.

Il segretario alla difesa Robert McNamara condivideva i piani di guerra del generale Westmoreland; dopo aver constatato i mediocri risultati conseguiti con il programma Rolling Thunder di bombardamento sul Vietnam del Nord, egli consigliò al presidente Johnson di far intervenire le truppe da combattimento americane secondo i piani di escalation preparati dai militari. Il ministro, esperto di pianificazione industriale e proveniente dall'economia e dall'industria, era interessato soprattutto agli aspetti quantitativi del conflitto e alla possibilità di calcolare accuratamente i risultati effettivamente raggiunti. 
McNamara riteneva troppo rischioso adottare piani strategici più ambiziosi con offensive terrestri in Vietnam del Nord, Cambogia e Laos che avrebbero potuto provocare l'intervento della Cina; i piani del generale Westmoreland invece secondo il segretario alla difesa avrebbero permesso di logorare in modo decisivo le forze nemiche presenti in Vietnam del Sud con il graduato e selettivo impiego di forze americane sempre più numerose e potenti che avrebbero progressivamente distrutto le unità avversarie. Gli esperti di McNamara cercarono di calcolare esattamente le forze necessarie per attivare e sostenere nel tempo l'escalation e le perdite prevedibili tra le truppe americane; secondo il programma di massima di escalation per tre anni, il ministro e i suoi tecnici ritenevano possibili 18.000 perdite statunitensi con un ritmo di circa 500 caduti al mese. Nonostante questi dati non molto rassicuranti, McNamara riferì al presidente che "in un tempo ragionevole", l'escalation avrebbe "portato ad un esito accettabile" della guerra in Vietnam.
Il presidente Johnson, sempre più inquieto e preoccupato, continuò ad indugiare ancora per alcune settimane; egli iniziò una nuova serie di consultazione con i suoi principali consiglieri prima di prendere le decisioni definitive. Mentre alcuni esperti non mancarono di evidenziare i pericoli di una eventuale escalation, la maggior parte dei consiglieri politici e militari del presidente approvarono le proposte del segretario alla difesa McNamara. Infine Johnson decise in via di principio di autorizzare la strategia di escalation illustrata dal generale Westmoreland e di fornire tutte le truppe necessarie; dopo un'ultima riunione generale in cui il presidente chiese ulteriori chiarimenti sui rischi e le probabilità di successo della strategia, il 28 luglio 1965 egli parlò in un discorso televisivo alla nazione. Johnson peraltro non aveva superato tutte le sue inquietudini e incertezze; egli comunicò nel messaggio televisivo che aveva deciso di approvare i piani del generale Westmoreland e che al comandante del MACV sarebbero state fornite tutte le forze necessarie per "rimanere in Vietnam", ma cercò di minimizzare l'importanza della sua decisione. L'annuncio televisivo fu fatto a mezzogiorno in un orario con ascolti minimi tra la popolazione; egli non enfatizzò affatto il cambio di strategia e non parlò esplicitamente di guerra. Inoltre il presidente rifiutò le proposte più estremistiche: escluse il richiamo delle riserve proposto da McNamara, ridusse l'estensione dei bombardamenti aerei e proibì attacchi via terra a Laos, Cambogia e Vietnam del Nord. Johnson intendeva limitare strettamente le iniziative dei militari ed era determinato ad assumere il controllo diretto e costante di tutte le operazioni militari dell'escalation.

## La cronologia

### 1965

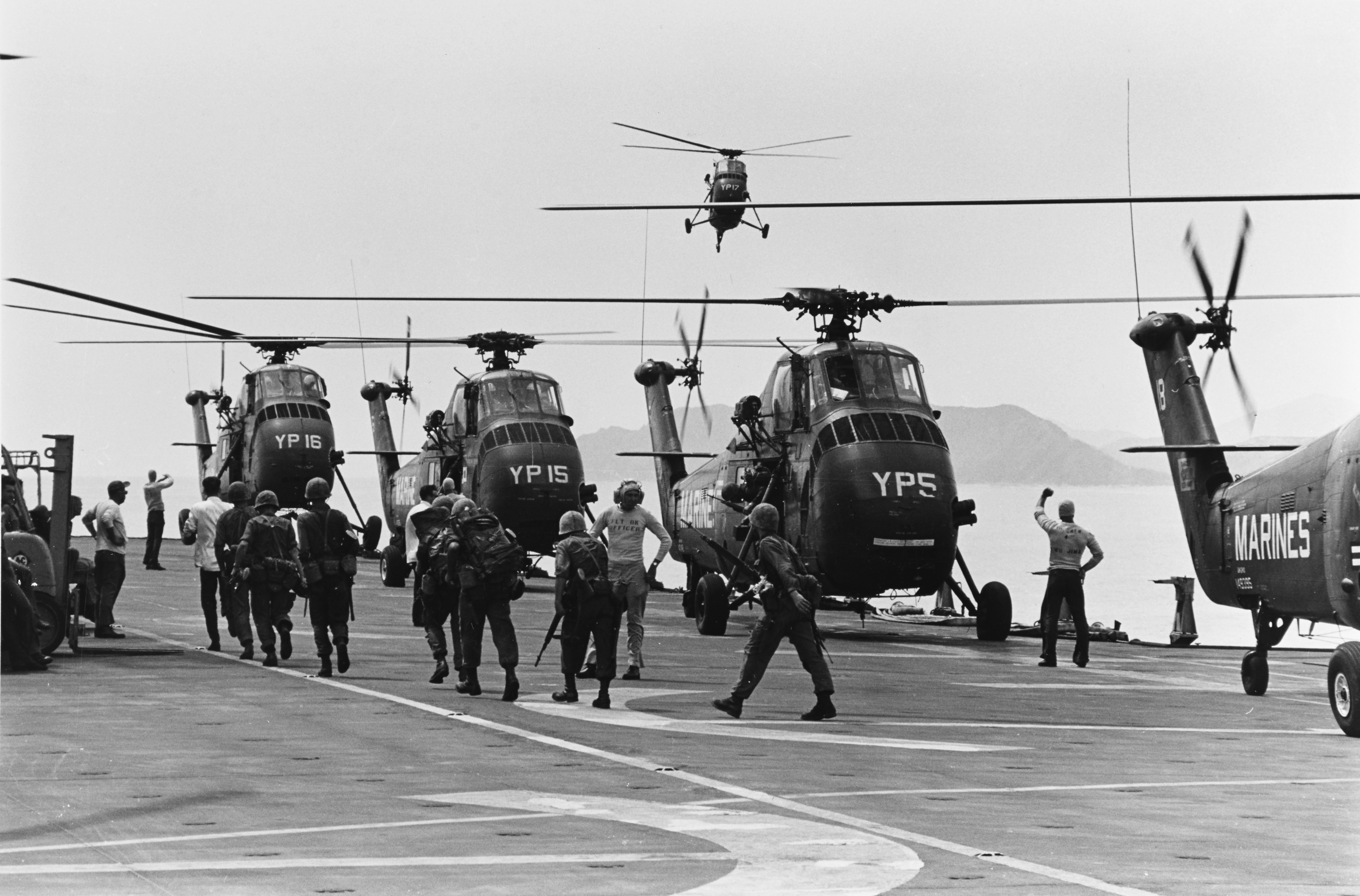
Marines stanno per entrare in azione con elicotteri dalla portaeromobili Iwojima.

Il programma del generale Westmoreland prevedeva per il 1965 la dislocazione di forze da combattimento americane in tutte e quattro le regioni militari in cui era amministrativamente suddiviso il territorio del Vietnam del Sud, e l'organizzazione di un'enorme struttura logistica che fosse in grado di sostenere, equipaggiare e armare le truppe statunitensi che sarebbero progressivamente affluite secondo i piani di escalation. A partire dalla metà del 1965, quindi, ebbe inizio il continuo afflusso di forze statunitensi nelle quattro regioni militari, che vennero subito impiegate in azione per stabilizzare inizialmente la situazione sul terreno e respingere le iniziative più pericolose dei vietcong.

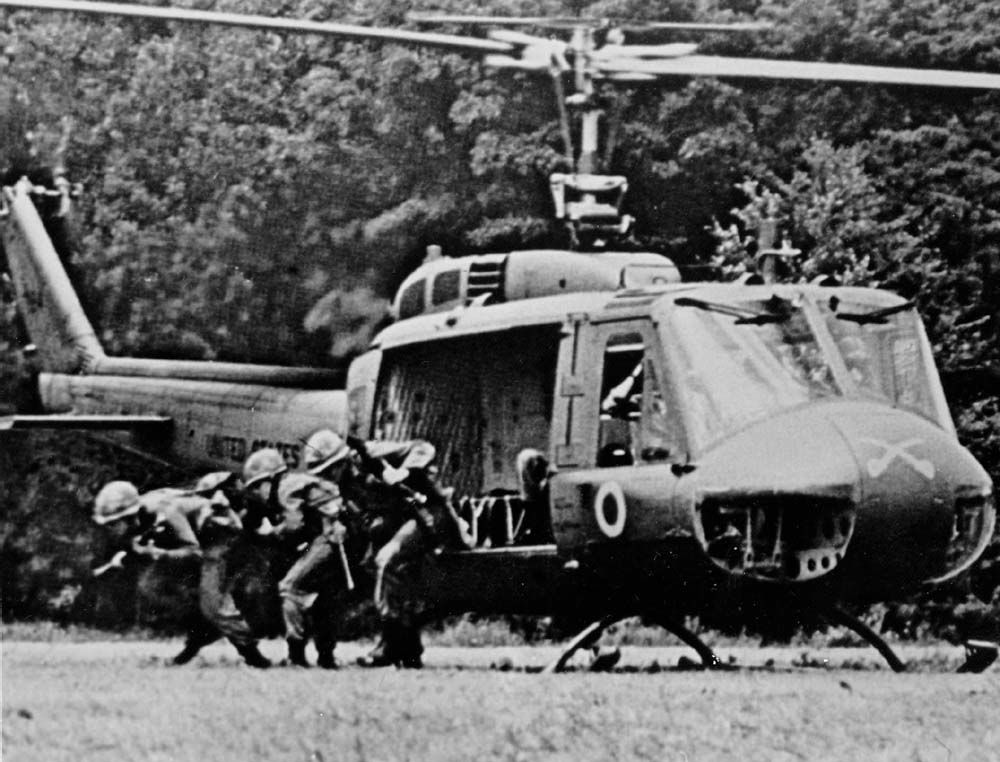
Soldati della 1ª divisione cavalleria aerea in azione durante la battaglia di Ia Drang.

Nel settore settentrionale del Vietnam del Sud, venne costituito un comando americano di settore assegnato al Corpo dei Marines; la III MAF (Marine Amphibious Force) si insediò nella I regione militare che comprendeva la zona smilitarizzata sul confine del 17º parallelo dove era possibile l'infiltrazione di soldati nordvietnamiti. Alla III MEF venne assegnata entro il 1965 l'intera 3ª divisione Marines rinforzata da un numeroso contingente aereo di supporto. Le altre regioni militari del Vietnam del Sud vennero costantemente rafforzate durante il 1965 dall'arrivo di unità americane: dopo lo schieramento a maggio della 173ª brigata aviotrasportata nella III regione (Saigon); giunse dal 29 luglio 1965 la 1ª brigata della 101ª divisione aviotrasportata che si schierò nelle province centrali della II regione militare, dove in autunno venne trasferita anche la divisione più moderna dell'esercito statunitense: la 1ª divisione cavalleria aerea, completamente equipaggiata con elicotteri per accrescere al massimo la sua mobilità in territori impervi. Infine alla fine dell'anno arrivarono in Vietnam del Sud e si schierarono nella III e IV regione militare la 1ª divisione fanteria e la 3ª brigata della 25ª divisione fanteria, facente parte delle forze statunitensi dell'oceano pacifico.
Tutti questi reparti statunitensi di prima linea erano supportati da un imponente apparato logistico che forniva grandi quantità di materiali alle truppe non solo per le loro necessità di combattimento ma anche per il loro conforto; inoltre tutti i reparti erano equipaggiati con i materiali più moderni, sostenuti da abbondanti mezzi motorizzati e soprattutto da un gran numero di elicotteri che avrebbero dovuto incrementare in modo decisivo la mobilità e l'efficacia tattica delle forze americane. Inoltre i soldati potevano richiedere il costante e rapido intervento delle forze aeree tattiche e dell'artiglieria per indebolire i concentramenti nemici; i servizi sanitari e di evacuazione dei feriti erano stati particolarmente potenziati per garantire la migliore assistenza e minimizzare le perdite. L'enorme sforzo logistico-organizzativo americano tuttavia, avrebbe permesso di costituire in breve tempo un'impressionante macchina militare in Indocina ma non sarebbe stato sufficiente a garantire la vittoria sul campo.

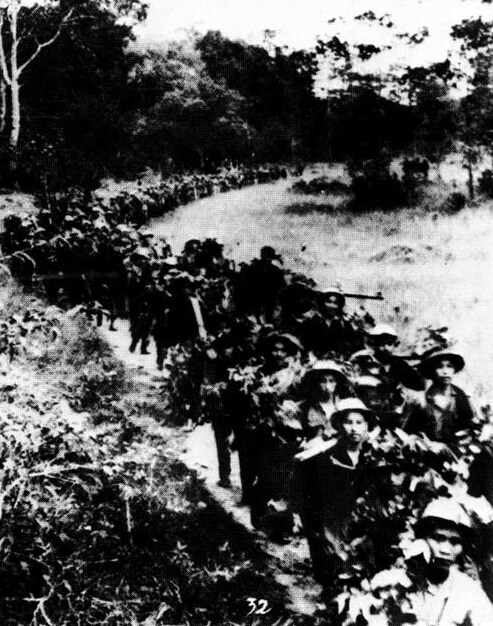
Un reparto dell'esercito del Vietnam del Nord in marcia per raggiungere l'area di guerra nel Vietnam del Sud.

I dirigenti del Vietnam del Nord e del Fronte di Liberazione Nazionale furono in parte sorpresi dalle dimensioni e dalla potenza dell'escalation americana; al momento della decisione di Johnson, i vietcong stavano conseguendo continui successi e, con l'aiuto dei reparti regolari nordvietnamiti, consideravano con ottimismo la situazione e sembravano in grado di ottenere la vittoria in tempi brevi. L'arrivo massiccio della macchina militare statunitense in Vietnam del Sud cambiava completamente la situazione e rinviava in modo imprevedibile la vittoria; i dirigenti comunisti dovettero rivalutare la loro strategia e prendere nuove decisioni per affrontare l'escalation. I capi della Cina, la principale potenza alleata del Vietnam del Nord, invitavano alla prudenza e consigliavano di evitare il confronto diretto e ripiegare su una strategia di lungo periodo; i dirigenti cinesi temevano la potenza militare americana e intendevano evitare il coinvolgimento diretto nella guerra. Nella seconda metà del 1965 i capi nordvietnamiti discussero approfonditamente sulla questione; alla fine i consigli cinesi vennero sostanzialmente respinti e si decise in teoria di affrontare direttamente la macchina militare del nemico per raggiungere la vittoria in "tempi brevi".
Nella realtà operativa sul campo, tuttavia la strategia e la tattica delle forze comuniste furono molto più prudenti. I primi scontri diretti con i reparti americani evidenziarono la schiacciante potenza di fuoco del nemico; il generale Võ Nguyên Giáp decise di reagire con cautela alle operazioni avversarie e di impegnarsi soprattutto in azioni locali per saggiare la coesione e la capacità degli statunitensi di sopportare le perdite e di sostenere una lotta prolungata sul terreno. Altri capi comunisti, come Lê Duẩn e il generale Nguyễn Chí Thanh, comandante delle formazioni Viet Cong al sud, erano più aggressivi ed erano disposti ad affrontare frontalmente le truppe americane. I dirigenti comunisti erano decisi a resistere con la massima determinazione all'offensiva aerea nemica sul Vietnam del Nord; essi inoltre potenziarono l'afflusso al sud di materiali e di reparti dell'esercito nordvietnamita; l'infiltrazione attraverso il sentiero di Ho Chi Minh crebbe nel corso del 1965. Giap e i suoi luogotenenti erano consapevoli che la guerra avrebbe potuto durare altri "dieci o venti anni" e che solo con una strategia di lento logoramento sarebbe stato possibile sconfiggere gli americani.
Il generale Westmoreland si impegnò immediatamente, mentre le truppe da combattimento americane iniziavano ad arrivare in Vietnam, nelle operazioni tattiche sul terreno sulla base del concetto strategico del search and destroy. Dalla seconda metà del 1965 le truppe statunitensi quindi condussero le prime operazioni di penetrazione nelle aree di concentramento di vietcong e nordvietnamiti alla ricerca del nemico per poterlo agganciare e annientare con il concorso della formidabile potenza di fuoco a disposizione. Nella strategia di attrito ideata dal generale Westmoreland e dai suoi collaboratori era essenziale ricercare il nemico e infliggere il maggior numero di perdite possibile. La misura dei successi americani era data dai minuziosi calcoli statici sul cosiddetto conto dei corpi (body counts), il dato empirico sulle perdite inflitte al nemico calcolato sulla base dei cadaveri e delle armi ritrovate sul terreno del combattimento. Questa macabra statistica delle perdite fu sempre apparentemente favorevole agli americani, ma non si accompagnò a reali progressi sul terreno; i vietcong riuscirono a mantenere la loro efficienza combattiva e ritornarono costantemente in azione negli stessi territori temporaneamente ripuliti dalle ripetute operazioni search and destroy.

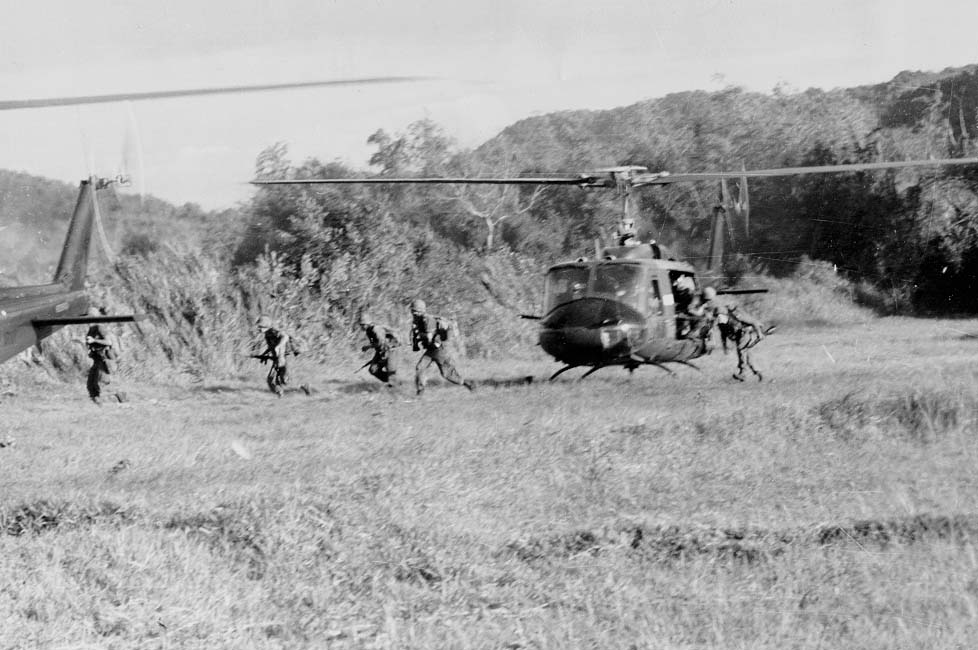
Soldati americani impegnati durante la battaglia di Ia Drang.

La prima grande operazione di ricerca e distruzione fu l'operazione Starlite sferrata dai Marines il 18 agosto 1965 contro la roccaforte vietcong nella provincia di Quang Ngai e sembrò dimostrare la superiorità militare delle unità americane; ma in realtà le forze vietcong e nordvietnamite, apparentemente sconfitte, compresero la necessità di evitare grandi scontri diretti e passarono ad azioni di guerra e guerriglia di piccole dimensioni per infliggere perdite e logorare lentamente il nemico ricercando soprattutto scontri ravvicinati tra i reparti di fanteria in cui sfruttare la loro aggressività, la loro abilità negli agguati e le loro potenti armi individuali. L'aggressivo generale Chí Thanh era convinto che i vietcong sarebbero stati in grado di avere la meglio se avessero ridotto al massimo le distanze con la fanteria americana, secondo la fantasiosa espressione "afferrare il nemico per la cintura".
Durante la seconda metà del 1965, le forze combattenti statunitensi intervennero in tutto il territorio vietnamita secondo i piani del generale Westmoreland. Mentre gli aviotrasportati della 173ª Brigata combattevano nell'area di Saigon, i soldati della cavalleria aerea impegnarono il prima grande scontro con i temibili reparti nordvietnamiti negli altopiani centrali dove ebbe luogo la battaglia di Ia Drang dell'ottobre-novembre 1965, che si concluse, dopo cruenti combattimenti, con il parziale successo statunitense Gli americani peraltro subirono un sanguinoso agguato ed ebbero forti e inattese perdite. Nel dicembre 1965 si svolse l'operazione Harvest Moon con i marines per la prima volta impegnati nel difficile terreno delle risaie.
Alla fine del 1965, primo anno di escalation, le unità da combattimento americane avevano raggiunto alcuni importanti risultati tattici ma il generale Westmoreland comprese che la sua missione era più difficile del previsto e fece pressioni per un'accelerazione dell'invio di altre truppe. Gli americani in Vietnam alla fine del 1965 era circa 184.000 e avevano già subito la perdita di 1.800 morti; soprattutto l'infiltrazione di reparti nordvietnamiti attraverso il sentiero di Ho Chi Minh, senza essere intralciata dai continui bombardamenti, stava aumentando; nel corso dell'anno ogni mese circa 1.500 soldati dell'esercito regolare del Vietnam del Nord si infiltrarono a sud.

### 1966
Il segretario alla Difesa Robert McNamara era stato fin dall'inizio il principale responsabile politico della strategia militare proposta dal generale Westmoreland e della decisione di procedere alla escalation; egli aveva presentato al presidente Johnson i programmi dell'impegno americano e aveva sostenuto le valutazioni degli esperti militari. Alla fine del 1965 McNamara tuttavia sembrò avere i primi dubbi e modificò inaspettatamente la sua posizione; l'andamento delle prime battaglie e le nuove richieste di truppe del generale Westmoreland sembrarono sorprendere il segretario alla Difesa e lo indussero alla prudenza. Il comandante in capo del MACV ancor prima della fine del 1965 sollecitò l'invio immediato di altri 41.500 soldati e incrementò il suo piano di escalation programmando la presenza in Vietnam entro il 1966 di 459.000 soldati americani.
McNamara aveva già perso il precedente ottimismo; il 30 novembre 1965 inviò al presidente un primo documento in cui affermava che i piani del generale Westmoreland non sembravano garantire la vittoria neppure se gli fossero state concesse tutte le truppe richieste; il segretario inoltre fornì stime più allarmistiche sulle perdite, che avrebbero potuto salire a mille morti al mese. McNamara parlò esplicitamente di rischio di "stallo" della guerra e propose al presidente, prima di proseguire con l'escalation, un'iniziativa di pacificazione, arrestando temporaneamente i bombardamenti sul Vietnam del Nord per favorire l'apertura di negoziati. Johnson, dubbioso e incerto, finì per aderire alle proposte del segretario alla difesa e il 17 dicembre 1965 prese la decisione di "sospendere le ostilità"; la tregua dei bombardamenti aerei sul Vietnam del Nord iniziò il 25 dicembre 1965 e continuò per trentasette giorni durante i quali il presidente organizzò una grande operazione di propaganda, proponendo un piano in quattordici punti e inviando in quaranta paesi i suoi uomini di fiducia per illustrare le proposte. I dirigenti nordvietnamiti però non avevano alcuna intenzione di negoziare prima di aver "distrutto quanto più possibile del potenziale" nemico. L'iniziativa del presidente non raggiunse alcun risultato e alla fine del mese di gennaio 1966 gli americani ripresero i bombardamenti.
Nonostante la breve tregua, in realtà Johnson aveva continuato a manifestare un atteggiamento bellicoso, proclamando il 12 gennaio 1966 nel discorso sullo stato dell'Unione che egli era intenzionato a combattere "anche se i giorni diventeranno mesi e i mesi diventeranno anni", e autorizzando il proseguimento delle operazioni offensive sul terreno previste dal generale Westmoreland.

### 1968
La sconfitta statunitense a seguito dell'offensiva del Têt del gennaio 1968 condusse il presidente Johnson alla decisione di arrestare l'escalation, respingere le richieste del generale Westmoreland di ulteriori rinforzi e predisporre i primi piani per un rallentamento della guerra e una riduzione delle forze americane secondo programmi che furono poi sviluppati dal nuovo presidente Richard Nixon con il piano di vietnamizzazione della guerra.